# Provinz Toyo
Toyo (jap. 豊国, Toyo no kuni) war eine der historischen Provinzen Japans im Altertum. Sie befand sich auf der Insel Kyūshū und dehnte sich über den Ostteil der heutigen Präfektur Fukuoka und der gesamten Präfektur Ōita aus.

## Geschichte
Die erste Erwähnung findet sich im Kojiki aus dem Jahre 712 im Abschnitt über die mythologische Geburt der japanischen Inseln (国産み, Kuniumi):

「次生、筑紫島。此島亦、身一而、有面四。面毎有名。故、筑紫国謂、白日別。豊国、言、豊日別。肥国、言、建日向日豊久士比泥別。熊曾国、言、建日別。」

„Als Nächstes wurde die Insel Tsukushi [= Kyūshū] geboren. Auch [vgl. Shikoku] diese Insel hat einen Körper und vier Gesichter, von denen jedes Gesicht einen Namen hat. So wird das Land Tsukushi Shira-bi-wake genannt, das Land Toyo wird Toyo-bi-wake genannt, das Land Hi wird Take-hi-mukahi-toyo-kuji-hine-wake genannt, das Land Kumaso wird Take-bi-wake genannt.“

Gegen Ende des 7. Jahrhunderts wurde die Provinz Toyo in die zwei Gebiete Buzen (dt. „Vorder-Toyo“) und Bungo (dt. „Hinter-Toyo“) aufgeteilt. Beide Länder zusammen wurden später auch als Hōshū (豊州, dt. „Toyo-Provinzen“), Nihō (二豊, dt. „die zwei Toyo“) und Ryōhō (両豊, dt. „die beiden Toyo“) bezeichnet. Sowohl bu als auch hō sind dabei On-Lesungen des Schriftzeichens von Toyo.